# الغجر (فلم)
الغجر هو فيلم دراما مصري من إخراج إبراهيم عفيفي  وبطولة فيفي عبده، محيي إسماعيل، الشحات مبروك، حنان شوقي، شريف عبد المنعم، حمدي غيث وفريدة سيف النصر.
الفيلم من أفلام عيد الفطر 1416 هـ.

## نبذة
تتناول أحداث الفيلم حياة إحدى قبائل الغجر التي يتزعمها الضبع ويعيش أفرادها على أطراف المدينة، وتقوم بأنشطة غير قانونية كالسرقة والخطف، والتي تنتمي إليها بدارة التي تحاول الانسلاخ عن قبيلتها، خاصة مع محاولة أهلها لتزويجها من ابن عمها رياض مسعد، وفي ذات الوقت تدور وقائع صراع للقوى على زعامة القبيلة بين قدورة والضبع.

## طاقم العمل
- فيفي عبده بدور بدارة
- محيي إسماعيل بدور قدوره الطرطور
- الشحات مبروك بدور مسعد الضبع
- حنان شوقي بدور فيافي
- شريف عبد المنعم بدور المقدم يوسف كامل
- حمدي غيث بدور الضبع
- فريدة سيف النصر بدور حسنات

## وصلات خارجية
- مقالات تستعمل روابط فنية بلا صلة مع ويكي بيانات